# Seznam danskih dramatikov
Seznam danskih dramatikov.

## A
- Kjeld Abell

## B
- Sophus Bauditz

## D
- Holger Drachmann

## E
- Johannes Ewald

## H
- Johan Ludvig Heiberg

## M
- Kaj Munk

## N
- Henri Nathansen
- Lise Nørgaard (1917-2023) (scenaristka)

## O
- Adam Oehlenschläger

## R
- Helge Rode

## S
- Peter Seeberg
- Carl Erik Soya